# Parti islamique du centre
Le Parti islamique du centre (en arabe : حزب الوسط الاسلامي, Hizb al-Wasat al-Islamiy,  parfois traduit en Parti islamique centriste) est un parti politique jordanien. 

## Histoire
Le parti reçoit une autorisation officielle du gouvernement jordanien en décembre 2011. Avec l'introduction des nouvelles lois sur les partis politiques, l'agrément du parti est reconduit en 2008.

## Idéologie
Le Parti islamique du centre s'efforce de promouvoir des réformes politiques, économiques, éducatives et sociales sur la base de la loi islamique.
Le parti tente de cibler les membres du mouvement islamique, mais il reste indépendant des Frères musulmans. Le parti soutient une forme modérée de l'islam et critique les idéologies religieuses extrêmes qui ne soutiennent pas le pluralisme et encouragent la violence. Le parti se présente comme un parti islamique plus modéré que le Front islamique d'action,.
Le Parti islamique du centre prône le renforcement de la démocratie en Jordanie. Il prône le pluralisme, la séparation des pouvoirs et la liberté de la presse. Il appelle également à un rôle politique croissant des femmes en Jordanie. Enfin, le parti soutient la création d'un État palestinien.